# Stadspark

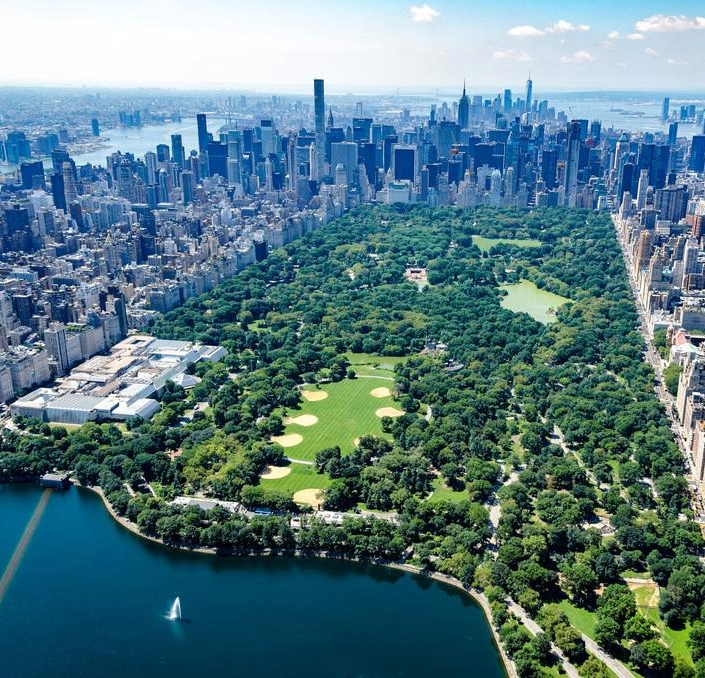
Central Park in New York is een van 's werelds meestbezochte stadsparken

Een stadspark is een openbaar toegankelijk park met als voornaamste doelgroep bezoekers en recreanten uit de stad waarin het park is gelegen. Het ontwerp, aanleg en onderhoud wordt meestal uitgevoerd door overheidsinstanties, vaak op lokaal of gemeentelijk niveau. Een stadspark vormt de 'groene longen' van de stad. Sommige stadsparken zijn aangelegd op de plaats waar vroeger de vestingwallen waren gelegen, andere kwamen langs de rivier die de stad doorsneed. Ook midden in de stad gelegen oude bedrijfsterreinen werden soms omgevormd tot stadspark.
Stadsparken dragen bij aan de leefbaarheid van steden door ruimte te bieden voor ontspanning, fysieke activiteiten, sociale of culturele interactie en evenementen. Daarnaast spelen ze een rol in het bevorderen van biodiversiteit, het verminderen van luchtvervuiling en het reguleren van de stadstemperatuur. Bekende voorbeelden van stadsparken zijn Central Park in New York, Jardin du Luxembourg in Parijs en het Vondelpark in Amsterdam.

## Voorbeelden

### België

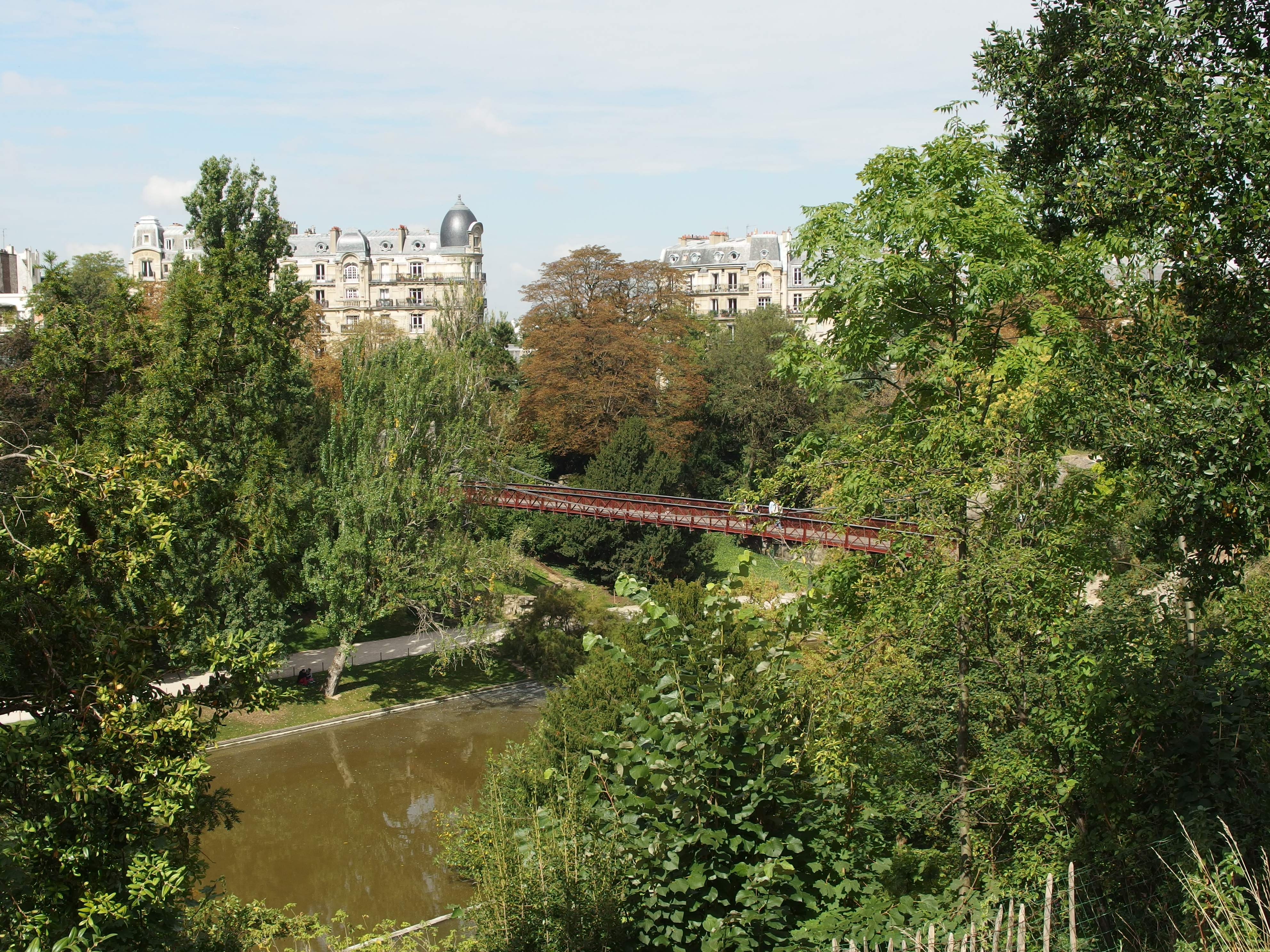
Parc des Buttes-Chaumont in Parijs, aangelegd naar ontwerp van Georges-Eugène Haussmann

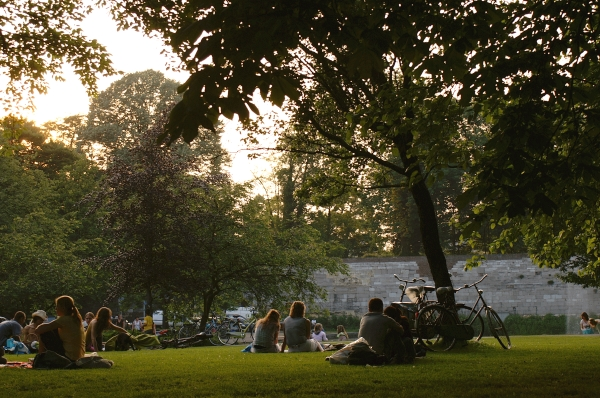
Stadspark Maastricht op een zomeravond

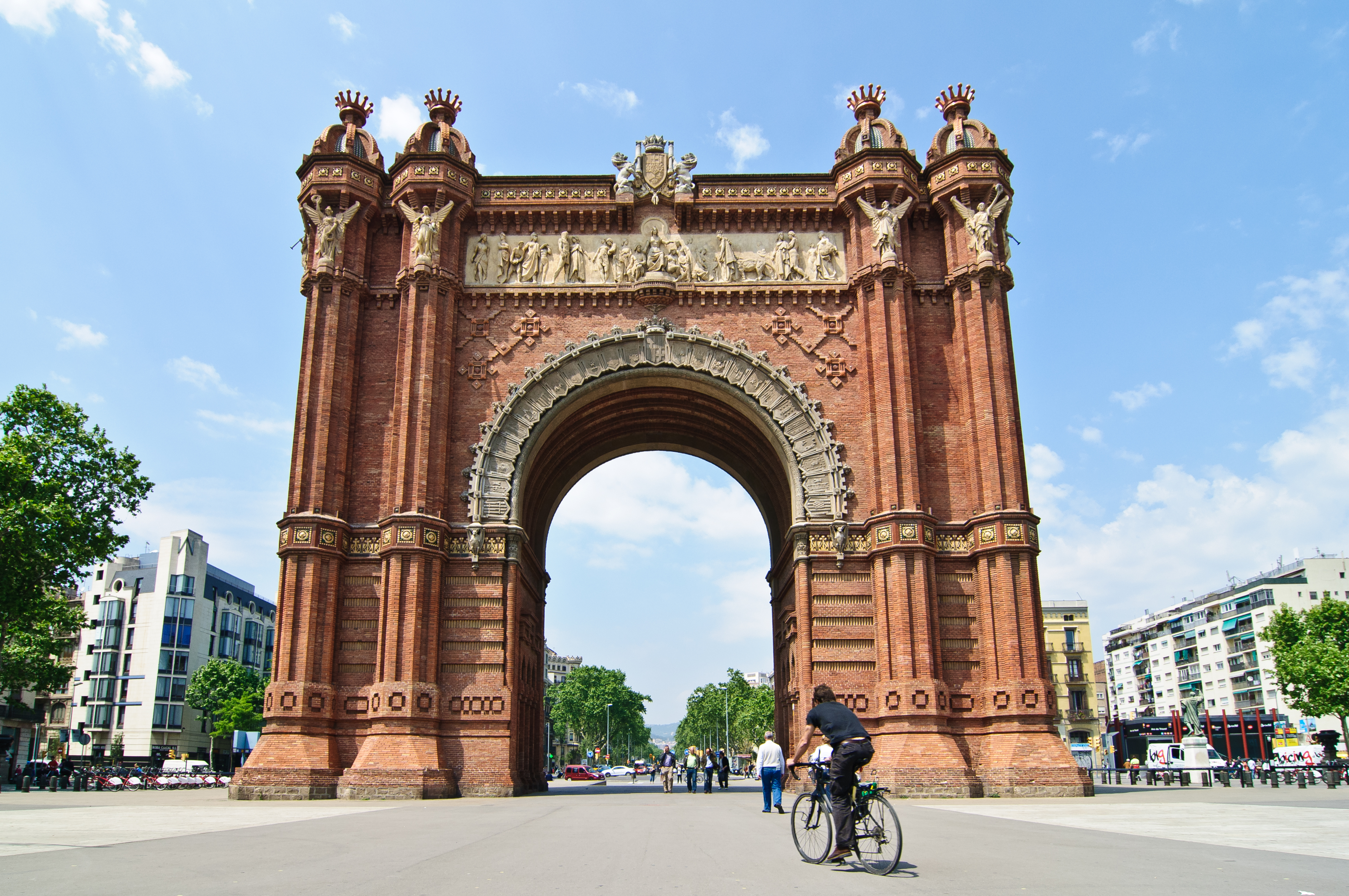
Arco de Triunfo in het Parc de la Ciutadella, Barcelona

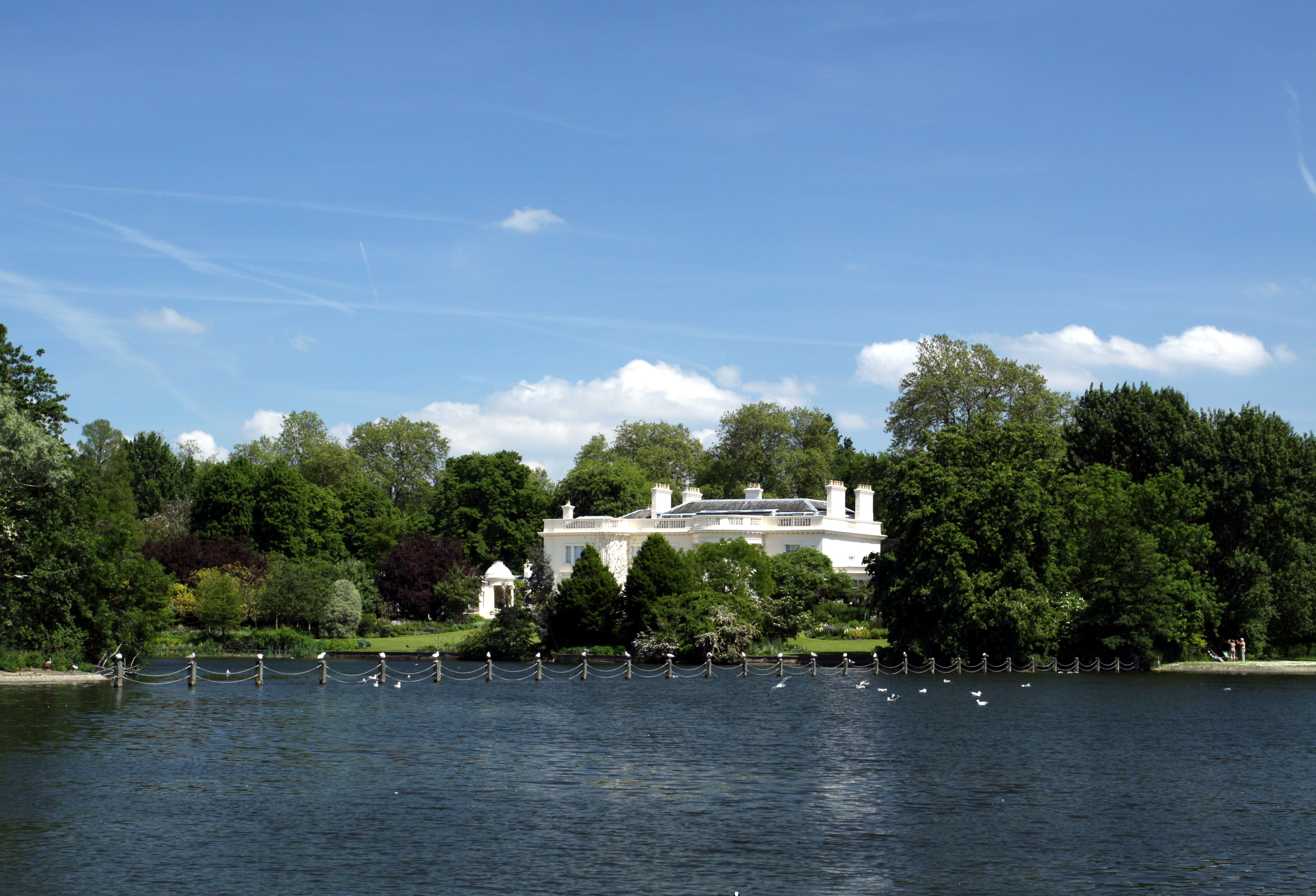
Regent's Park, Londen

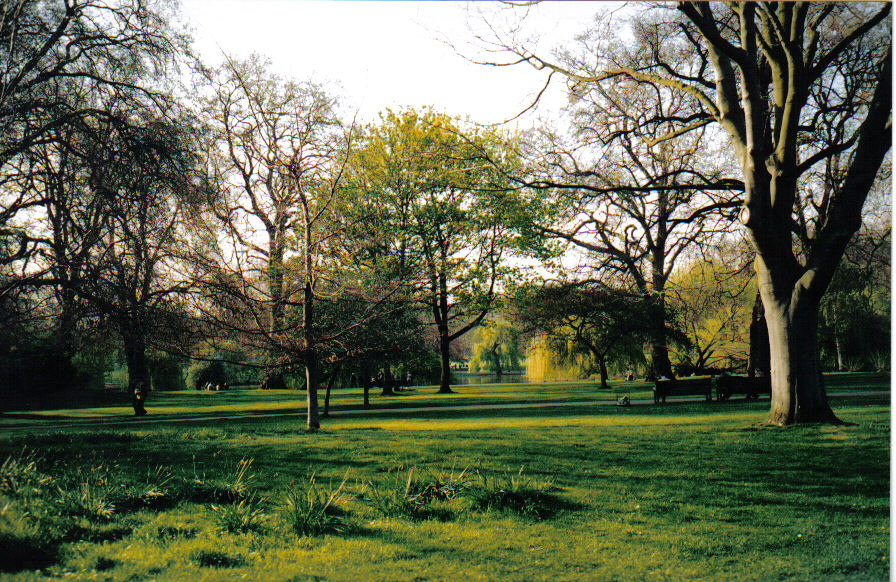
St. James's Park, Londen

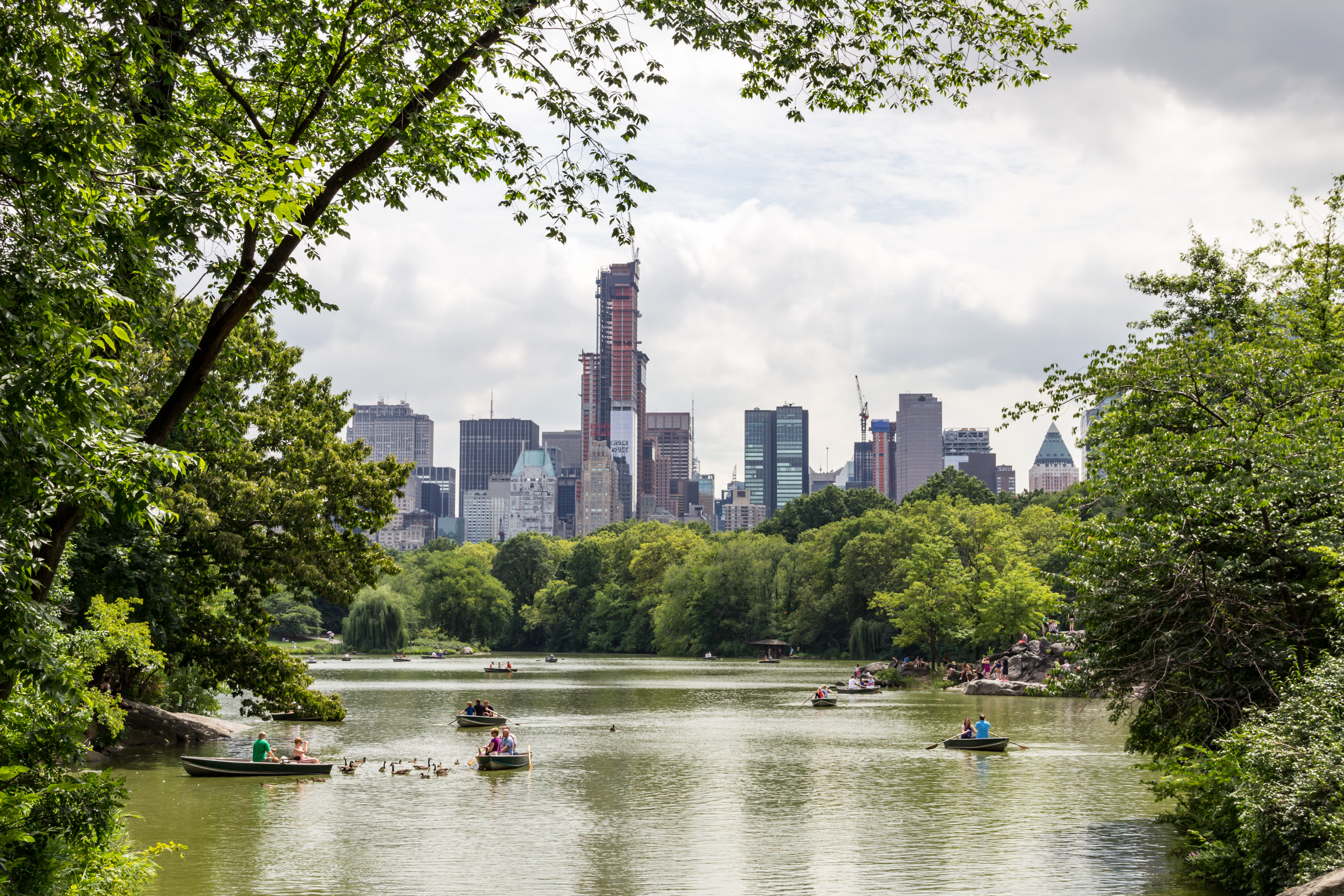
Central Park, New York

- Citadelpark, Gent
- Graaf Visartpark, Brugge
- Koning Albertpark, Gent
- Koningin Astridpark, Brugge
- Kruidtuin, Sint-Joost-ten-Node
- Middelheim, Wilrijk
- Minnewaterpark, Brugge
- Nachtegalenpark, Antwerpen
- Park Spoor Noord, Antwerpen
- Plantentuin, Antwerpen
- Rivierenhof, Deurne
- Romain De Vidtspark, Sint-Niklaas
- Sint-Donatuspark, Leuven
- Stadspark, Aalst
- Stadspark, Aarschot
- Stadspark, Antwerpen
- Stadspark, Harelbeke
- Stadspark, Lier
- Warandepark, Brussel

### Canada
- Bowring Park, St. John's
- Harbourside Park, St. John's

### Duitsland
- Stadtpark, Görlitz

### Frankrijk
- Jardin du Luxembourg, Parijs
- Bois de Boulogne, Parijs
- Bois de Vincennes, Parijs
- Parc des Buttes-Chaumont, Parijs
- Parc du Champ de Mars, Parijs
- Jardins de la Fontaine, Nîmes

### Nederland
- Stadspark Schothorst, Amersfoort
- Alkmaarderhout, Alkmaar
- Amsterdamse Bos, Amsterdam
- Beatrixpark, Amsterdam
- Flevopark, Amsterdam
- Noorderpark, Amsterdam
- Oosterpark, Amsterdam
- Rembrandtpark, Amsterdam
- Sloterpark, Amsterdam
- Vondelpark, Amsterdam
- Westerpark, Amsterdam
- Gulden Bodem, Arnhem
- Park Klarenbeek, Arnhem
- Park Sonsbeek, Arnhem
- Park Zypendaal, Arnhem
- Park Angerenstein, Arnhem
- Park Valkenberg, Breda
- Zuiderpark, Den Haag
- Westbroekpark, Den Haag
- Quelderduyn, Den Helder
- Stadspark, Den Helder
- Timorpark, Den Helder
- Rijsterborgherpark, Deventer
- Worpplantsoen, Deventer (oudste stadswandelpark van Nederland)
- Nieuwe Plantsoen, Deventer
- Park Merwestein, Dordrecht
- De Singels, Drachten
- Stadswandelpark, Eindhoven
- Genneper Parken, Eindhoven
- Rensenpark, Emmen
- Volkspark, Enschede (oudste volkspark van Nederland)
- G.J. van Heekpark, Enschede
- Wooldrikspark, Enschede
- Wesselerbrinkpark, Enschede
- Abraham Ledeboerpark, Enschede
- Noorderplantsoen, Groningen
- Stadspark, Groningen
- Haarlemmerhout, Haarlem
- Burgemeester Reinaldapark, Haarlem
- De Bolwerken, Haarlem
- Stadspark Kampen, Kampen
- Leidse Hout, Leiden
- Stadspark, Maastricht
- Waldeckpark, Maastricht
- Park Oudegein, Nieuwegein
- Kronenburgerpark, Nijmegen
- Goffertpark, Nijmegen
- Het Park, Rotterdam
- Vroesenpark, Rotterdam
- Zuiderpark, 's-Hertogenbosch
- Stadspark Sittard, Sittard
- Leijpark, Tilburg
- Wandelbos, Tilburg
- Julianapark, Utrecht
- Máximapark, Utrecht
- Wilhelminapark, Utrecht
- Zocherpark, Utrecht
- Wilhelminapark, Venlo
- Wandelpark Waalwijk, Waalwijk
- Wilhelminapark, Zeist
- Park de Wezenlanden, Zwolle
- Wantijpark, Dordrecht

### Polen
- Planty, Krakau

### Slowakije
- Stadspark, Košice

### Spanje
- Parque del Buen Retiro, Madrid
- Parc de la Ciutadella, Barcelona
- Park Güell, Barcelona

### Turkije
- Abdi İpekçi Park, Ankara
- Gülhanepark, Istanboel
- Yıldızpark, Istanboel

### Verenigd Koninkrijk
- Holland Park, Londen
- Koninklijke Parken van Londen

### Verenigde Staten
- Lincoln Park, Chicago
- Central Park, New York
- The Battery, New York
- Bronx Park, New York
- Tower Grove Park, Saint Louis (Missouri)
- Golden Gate Park, San Francisco